# Raymond Noorda
Raymond John Noorda (Ogden, 19 de junho de 1924 – Orem, Utah, 9 de outubro de 2006) foi o presidente-executivo da Novell, entre 1982 e 1994 e fundou a Canopy Group, e foi considerado por alguns como pai da computação em rede.